# Ratusz w Reszlu
Ratusz w Reszlu – zabytkowy ratusz, położony na środku rynku w Reszlu, w województwie warmińsko-mazurskim. Na jego miejscu stał wcześniej gotycki ratusz z XVII w., który spłonął w 1806. 
Ratusz w Reszlu został wybudowany w stylu klasycystycznym w latach 1815 lub 1816 do 1820 na starych fundamentach. Budynek jest piętrowy, z wysokim podpiwniczeniem. Portyk wejściowy jest ozdobiony dwoma kolumienkami. Na środku czterospadowego dachu znajduje się wieżyczka zegarowa z hełmem i iglicą.